# The Essential Jars of Clay
The Essential Jars of Clay é um álbum dos melhores êxitos da banda Jars of Clay, lançado a 4 de Setembro de 2007.

## Faixas
Todas as faixas por Dan Haseltine, Charlie Lowell, Matt Odmark e Stephen Mason, exceto onde anotado

### Disco 1
1. "Flood" - 3:30
2. "Liquid" (Charlie Lowell, Stephen Mason, Miguel DeJesus, Josh Cougle, Matt Bronleewe) - 3:31
3. "Worlds Apart" - 5:18
4. "Love Song for a Savior" (Dan Haseltine, Charlie Lowell, Stephen Mason, Matt Bronleewe) - 4:45
5. "Tea and Sympathy" (Dan Haseltine, Mark Hudson, Greg Wells) - 4:46
6. "Fade to Grey" (Dan Haseltine, Matt Odmark, Stephen Mason, Charlie Lowell, Matt Bronleewe) - 3:33
7. "Crazy Times" (Dan Haseltine, Stephen Mason, Mark Hudson, Greg Wells) - 3:35
8. "Five Candles (You Were There)" - 3:49
9. "Goodbye, Goodnight" - 2:54
10. "Grace" (Dan Haseltine, Matt Odmark, Stephen Mason, Charlie Lowell, Mark Hudson, Greg Wells) - 4:31
11. "Can't Erase It" - 3:33
12. "Unforgetful You" - 3:20
13. "I Need You" - 3:39
14. "Fly" - 3:19
15. "Silence" - 5:16
16. "Revolution" - 3:42
17. "Coffee Song" - 3:02
18. "New Math" - 3:20

### Disco 2
1. "Sunny Days" - 3:30
2. "Tonight" - 3:39
3. "Shipwrecked" - 2:52
4. "Faith Enough" - 5:25
5. "Jealous Kind" - 4:09
6. "Needful Hands" (Versão acústica) - 2:45
7. "Dig" (Gene Eugene, Greg Lawless, Riki Michele, Paul Valadez, Jon Knox) - 3:15
8. "God Will Lift Up Your Head" (Paul Gerhardt, John Wesley, Dan Haseltine, Charlie Lowell, Matt Odmark, Stephen Mason) - 4:22
9. "Work" - 3:54
10. "Oh My God" - 6:04
11. "Dead Man (Carry Me)" - 3:19
12. "Mirrors & Smoke" - 3:58
13. "This Road" - 5:07
14. "The Widowing Field" - 3:57
15. "Bethlehem Town" - 4:34
16. "Little Drummer Boy" (Katherine Davis, Henry Onorati, Harry Simeone) - 4:24